# Didier Faustino
Pour les articles homonymes, voir Faustino.
 (juillet 2024).
La mise en forme du texte ne suit pas les recommandations de Wikipédia : il faut le « wikifier ».
Les points d'amélioration suivants sont les cas les plus fréquents :
- Les titres sont pré-formatés par le logiciel. Ils ne sont ni en capitales, ni en gras.
- Le texte ne doit pas être écrit en capitales (les noms de famille non plus), ni en gras, ni en italique, ni en « petit »…
- Le gras n'est utilisé que pour surligner le titre de l'article dans l'introduction, une seule fois.
- L'italique est rarement utilisé : mots en langue étrangère, titres d'œuvres, noms de bateaux, etc.
- Les citations ne sont pas en italique mais en corps de texte normal. Elles sont entourées par des guillemets français : « et ».
- Les listes à puces sont à éviter, des paragraphes rédigés étant largement préférés. Les tableaux sont à réserver à la présentation de données structurées (résultats, etc.).
- Les appels de note de bas de page (petits chiffres en exposant, introduits par l'outil «  Source ») sont à placer entre la fin de phrase et le point final[comme ça].
- Les liens internes (vers d'autres articles de Wikipédia) sont à choisir avec parcimonie. Créez des liens vers des articles approfondissant le sujet. Les termes génériques sans rapport avec le sujet sont à éviter, ainsi que les répétitions de liens vers un même terme.
- Les liens externes sont à placer uniquement dans une section « Liens externes », à la fin de l'article. Ces liens sont à choisir avec parcimonie suivant les règles définies. Si un lien sert de source à l'article, son insertion dans le texte est à faire par les notes de bas de page.
- La présentation des références doit suivre les conventions bibliographiques. Il est recommandé d'utiliser les modèles {{Ouvrage}}, {{Chapitre}}, {{Article}}, {{Lien web}} et/ou {{Bibliographie}}. Le mode d'édition visuel peut mettre en forme automatiquement les références.
- Insérer une infobox (cadre d'informations à droite) n'est pas obligatoire pour parachever la mise en page.

Pour une aide détaillée, merci de consulter Aide:Wikification.
Si vous pensez que ces points ont été résolus, vous pouvez retirer ce bandeau et améliorer la mise en forme d'un autre article.
Didier Fiúza Faustino, né en 1968 à Chennevières-sur-Marne (Val-de-Marne, France) est un artiste conceptuel et architecte français. Il vit et travaille à Paris et à Lisbonne.

## Biographie
Artiste conceptuel et architecte français, Didier Faustino explore la relation entre corps et espace.
À la frontière entre art et architecture, sa pratique a débuté dès la fin de ses études en 1995, dès l'obtention de son diplôme de l'école d'architecture de Paris-Villemin. La pratique artistique de Faustino prend la forme d’installations, de sculptures, de films, de projets éditoriaux, ayant pour but de transcender les frontières entre la société, le design, l’art et l’architecture ; de la création d’œuvres plastiques subversives à celle d’espaces propices à l’exacerbation des sens. 
Ses projets se caractérisent par leur dimension fictionnelle, leur regard critique, leur affranchissement des codes et leur capacité à offrir des expériences inédites au corps individuel et collectif. 
Didier Fiúza Faustino est le cofondateur du Bureau des Mésarchitectures et son directeur artistique depuis 2002. De 2015 à 2016, il exerce la fonction de rédacteur en chef du magazine français d’architecture et de design CREE. Il consacre également une partie de son temps à l’enseignement, et a dirigé notamment les Diploma Unit 2 et Diploma Unit 21 à la AA School de Londres de 2011 à 2022.
Didier Faustino est représenté par la galerie Michel Rein Paris/Brussels.

## Œuvres
Au travers de certains de ses travaux iconiques — Body in transit (Biennale d'architecture de Venise, 2000), un espace minimal accusant les conditions de passages illégaux d’immigrés, ou encore One square meter house (Paris, 2006), un prototype de bâtiment mettant en porte-à-faux les notions de l’habitable —, la position subversive de Didier Faustino nous invite à questionner le rôle politique de l’acte de création tout autant que notre propre statut à la fois comme sujet et comme citoyen.[réf. nécessaire]

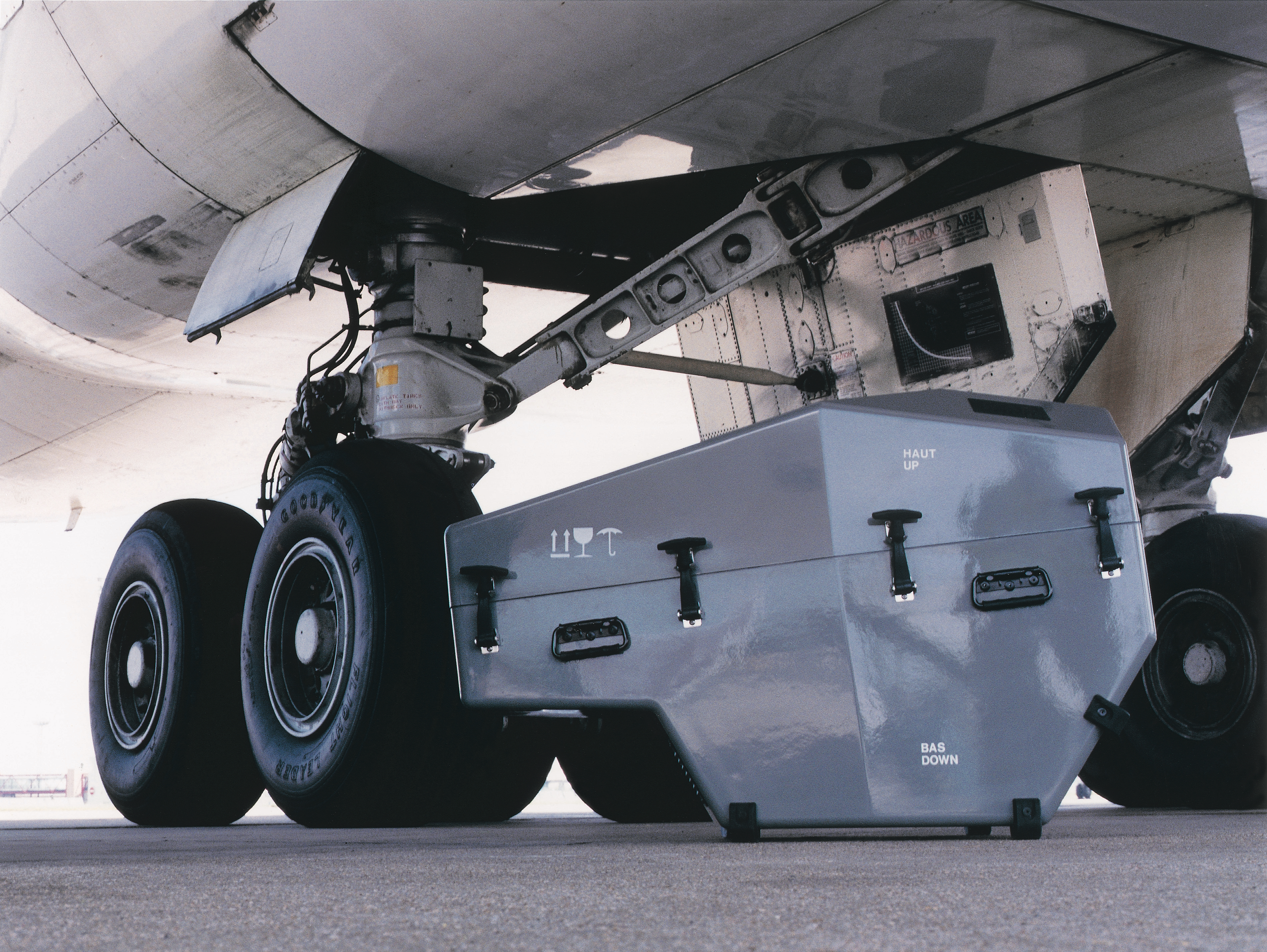
Didier Fiúza Faustino, Body In Transit, 2000

D’autres projets majeurs tels que Stairway to heaven (Castello Branco, 2001) – un espace public à usage individuel – ou encore (G) host in the (S) hell (Storefront NYC, 2008), nous conduisent à reconsidérer les frontières entre le public et le privé, le personnel et le collectif. 

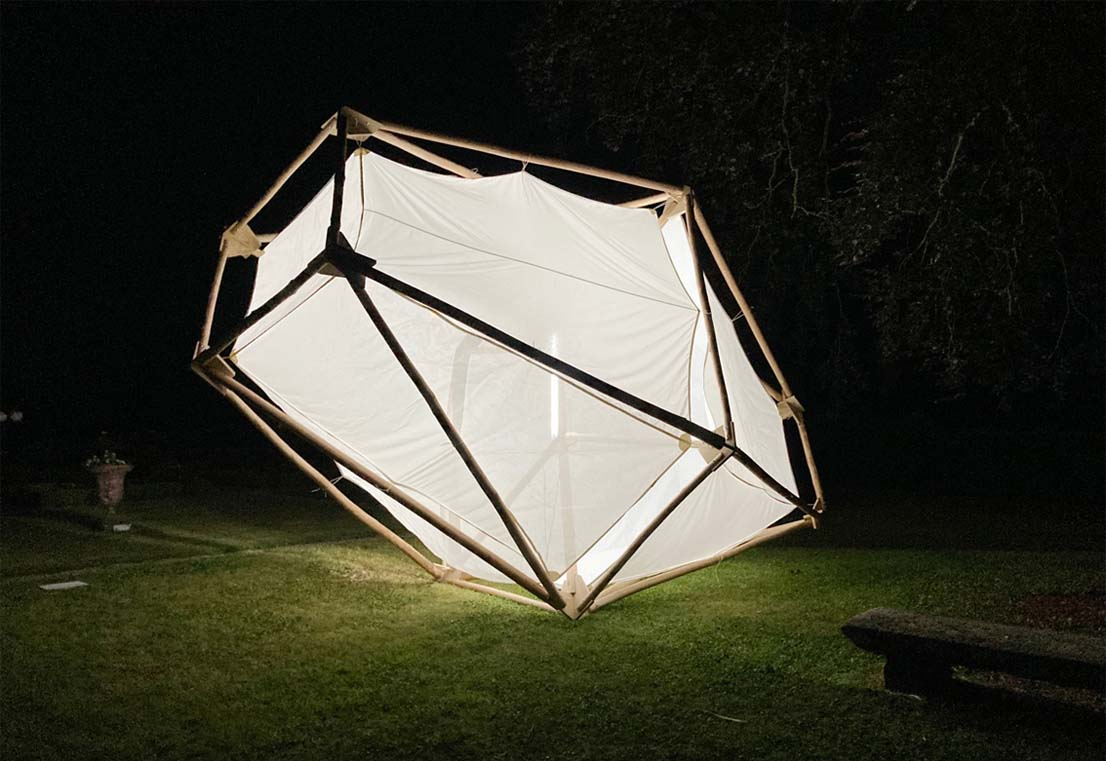
Didier Fiùza Faustino, A Home is not a Hole, 2016

Didier Faustino a conçu de nombreuses architectures mobiles pour des commanditaires privés ainsi qu’à l’occasion de nombreux évènements à l’étranger : Arteplage Mobile du Jura (Swiss Expo 02, 2002), Temporary Autonomous Zone (Art Basel Unlimited, 2004), The Hermès H Box (2006), une salle de projection mobile présentée à travers le monde (Tate Modern de Londres, Centre Georges-Pompidou à Paris, Beyeler Foundation à Bâle…).
Plusieurs expositions personnelles lui ont été consacrées en France (Frac Centre, Cité de l’Architecture et du Patrimoine – CAM, Le Magasin à Grenoble), au Portugal (Fondation Calouste-Gulbenkian - puis au MAAT en 2022), au Japon (CCA Kitakyushu, Hermès Foundation à Tokyo) ainsi qu’aux États-Unis (Laxart à Los Angeles, Storefront à New-York City), entre autres. [réf. nécessaire]
Didier Fiuza Faustino réalise aussi des oeuvres pour des expositions temporaires.[réf. nécessaire]

## Prix et distinctions
- 2024 : Nommé au prix Mies van der Rohe[6] pour leur projet « The Good, The Bad and The Ugly »[7]
- 2023 : Lauréat du prix Dezeen 2023 «Exhibition design (Interior) of the Year»[8] pour la scénographie « The Golden Age of Grotesque »[9] pour l'exposition « Paula Rego. There and Back Again »[10]
- 2022 : Lauréat du prix French Design 100
- 2018 : Lauréat du prix Pierre Cardin catégorie Architecture, décerné par l'Académie des Beaux-Arts[11], Paris.

- 2010 : Nommé au Iakov Chernikhov International Prize for Young Architects
- 2008 : Finaliste au Iakov Chernikhov International Prize for Young Architects

- 2007 : Sélectionné pour le prix Mies van der Rohe[12]

- 2002 : Lauréat des « Nouveaux Albums de la Jeune Architecture », avec le Bureau des Mésarchitectures, Paris
- 2001 : Lauréat du Prémio da Tabaqueira (prix pour l’art contemporain), Lisbonne, Portugal, 2001

- 2000 : Lauréat de « l'Envers des Villes », Paris[13]

## Expositions et collections

### Expositions personnelles
- 2022 : «EXIST/RESIST», MAAT[14], Lisbonne[14]
- 2021 :  «Tomorrow's Shelter», Château de Montsoreau - Musée d'Art Contemporain, Montsoreau
- 2016 : « MY CRAFTS », Galerie Michel Rein[4], Paris[15]
- 2016 : « Sabotaje », Parque Galeria, Mexico DF[16]
- 2015 : « Undomesticated Places », Architectural Association, Londres[17]
- 2015 : « Des Corps & Des Astres », Le Magasin, Grenoble[18]
- 2014 : « Décors & Désastres », Villa André Bloc, Meudon[19]
- 2013 : « Memories of tomorrow », Transpalette, Bourges
- 2012 : « Dead Zone », HEAD, Genève[20]
- 2011 : « Le meilleur des mondes », Cité de l’architecture et du patrimoine, Paris
- 2011 : « Don’t Trust Architects », CAM - Fundação Calouste Gulbenkian, Lisbonne[21]
- 2010 : « Balance of Emptiness », CCA, Kitakyushu, Japon[22]
- 2009 : « (G)host in the (S)hell 2 », Laxart Gallery, Los Angeles
- 2008 : « (G)host in the (S)hell », Storefront, New York[23]
- 2006 : « Salaryman’s Dream », CCA, Kitakyushu
- 2004 : « 1/1, 1/10, 1/100. », Centre FRAC, Orléans
- 2003 : « Didier Fiúza Faustino », MACS, Museu de Arte Contemporânea de Serralves, Porto
- 2002 : « Project Room », Artists Space, New York

### Expositions collectives
- 2024 : «Superpower Design»[24], Centre d’Innovation et de Design, Grand Hornu[25]
- 2023 : «Match. Design & Sport. A story looking to the future», Musée du Luxembourg, Paris
- 2023 : «Non Finito», Castelo Branco, Portugal
- 2022 : «Del museo real al museo imaginado», Museo Nacional de Bellas Artes, La Havane
- 2021 : «Appartement Témoin», Galerie Michel Rein, Paris
- 2016 : « The naked lunch », Biennale internationale de céramique, Vallauris
- 2016 : « La Maison Magique », Maison de la Culture du Japon, Paris
- 2015 : « Transformers », MAXXI, Rome
- 2015 : « 12th Havana Biennial », La Havane
- 2014 : « Conceptions of Space : Recent Acquisitions in Contemporary Architecture » MoMA, New York
- 2013 : « Buildering : Misbehaving the City », Contemporary Arts Center, Cincinnati
- 2013 : « Salon der Angst », Kunsthalle Wien, Vienne
- 2012 : « Politique Fiction », Cité du design, Saint-Etienne
- 2011 : « Frozen Moments. Architecture Speaks Back », Research & Leisure, Laura Palmer Foundation & The Other Space Foundation, Tbilisi, Géorgie
- 2009 : « Performa 09 », New York
- 2008 : «11th Architecture Venice Biennial », Venise
- 2007 : « Air de Paris », Musée National d’Art Moderne / Centre Georges Pompidou (MNAM), Paris
- 2006 : « São Paulo Contemporary Art Biennial », São Paulo
- 2005 : « Guangzhou Triennial », Guangzhou
- 2004 : « Ailleurs, ici », Couvent des Cordeliers, musée d'Art moderne de la ville de Paris
- 2003 : « Venice Biennial of Contemporary Art », Venise
- 2002 : « Venice Biennial of Architecture », French Pavilion, Venise
- 2001 : « Traversées », Musée d’art Moderne de la Ville de Paris, Paris
- 2000 : « 7th Venice Biennial of Architecture : Less Aesthetics, More Ethics », Venise

### Collections publiques
- Museum of Modern Art (MoMA), section design et architecture, New York[26],[27]
- Centre national des arts plastiques (CNAP), Paris[28]
- Centro de Arte Moderna (CAM), Fundação Calouste Gulbenkian, Lisbonne[29]
- Fonds national d'art contemporain (FNAC), Paris
- Musée national d'Art moderne / Centre Georges-Pompidou (MNAM), Paris[30]
- Museu de Arte Contemporânea de Serralves (MACS), Porto
- FRAC Centre, Orléans[31]
- FRAC Nord-Pas de Calais, Dunkerque
- Museum of contemporary art (MUDAM), Luxembourg

## Annexe